# Miss Italia 1968
Miss Italia 1968 si svolse a Salsomaggiore Terme, tra il 30 agosto e il 1º settembre 1968. Vinse la diciottenne Graziella Chiappalone, di Palmi (RC). L'organizzazione fu diretta da Enzo Mirigliani.

## Risultati
| Risultato finale | Concorrente               |
| ---------------- | ------------------------- |
| Miss Italia 1968 | - – Graziella Chiappalone |
| Miss Cinema      | - – Eleonora Minotto      |

In contemporanea venne eletta Miss Elegantissima 1968, scelta tra 9 rappresentanti di diverse case di moda. Il titolo andò a Mita Medici.

## Concorrenti
01) Maria Grazia Del Bello (Miss Fruili Venezia Giulia)

02) Maria Rosa Cozzi (Miss Liguria)

03) Ornella Ventura (Miss Lombardia)

04) Maria Antonietta Roveri (Miss Sardegna)

05) Mary Madonna (Miss Roma)

06) Giuliana Savona (Miss Puglia)

07) Eleonora Minotto (Miss Piemonte)

08) Wilma Schneider (Miss Trentino Alto Adige)

09) Maria Pia Gianporcaro (Miss Sicilia)

10) Maria Teresa Bonechi (Miss Toscana)

11) Licia Micheli (Miss Marche)

12) Zaira Fabbri (Miss Romagna)

13) Lailia Uccellari (Miss Emilia)

14) Libera Terrin (Miss Veneto)

15) Graziella Chiappalone (Miss Calabria)

16) Maria Laura Petrucci (Miss Umbria)

17) Rosita Toros (Miss Campania)

18) Laura Patruno (Selezione Fotografica)

19) Wanna Torri (La bella dell'Adriatico)

20) Luigia Giuri (Miss Lazio)

21) Luciana Gambardella (Miss Cinema Puglia)

22) Odette Urbani (Miss Cinema Toscana)

23) Anna Maria Lancia Prima (Miss Cinema Campania)

24) Anna Gucciardo (Miss Cinema Sicilia)

25) Gabriella Margiotti (Miss Cinema Emilia)

26) Maristella Veneri (Miss Cinema Lombardia)

27) Paola Burchiellaro (Miss Cinema Romagna)

28) Annamaria Murdaca (Miss Cinema Calabria)

29) Orietta Pannucci (Miss Cinema Liguria)

30) Sara Zancan (Miss Cinema Marche)

31) Daniela Labella (Miss Cinema Sardegna)

32) Ketta Natalini (Selezione Fotografica)

33) Maria Graziella Zanardini (Bella dei Laghi)

34) Silvana Germoglio (Selezione Fotografica)

35) Connie Caracciolo (Selezione Fotografica)

36) Gioia Trasmondi (Selezione Fotografica)

37) Stefania Riccetti (Selezione Fotografica)

38) Paola Buzzegoli (Selezione Fotografica)

39) Anna Magni (Miss Cinema Lazio)

40) Sonia Bisi (Selezione Fotografica)